# Nephrodium articulatum
Nephrodium articulatum là một loài thực vật có mạch trong họ Dryopteridaceae. Loài này được Houlston & T. Moore miêu tả khoa học đầu tiên năm 1851.